# Cleomaceae
Cleomaceae is een botanische naam, voor een familie van tweezaadlobbige planten. Een familie onder deze naam wordt door slechts enkele systemen voor plantentaxonomie erkend. Meestal worden de betreffende planten ingevoegd bij de familie Capparaceae. Het APG II-systeem (2003) erkent zelfs deze laatstgenoemde familie niet en plaatst de betreffende planten in de familie Brassicaceae oftewel Cruciferae.
De APWebsite [11 okt 2006] en het APG III-systeem (2009) splitsen het geheel echter weer in drieën: Brassicaceae, Capparaceae en Cleomaceae, en het is heel wel mogelijk dat dit in de toekomst op grotere schaal geaccepteerd gaat worden. De vergrote familie Brassicaceae is toch wat onwennig, aangezien dit eeuwenlang een veel kleinere familie geweest is; ook het verlies van de Capparaceae als zelfstandige familie is niet goed gevallen.
Een vertegenwoordiger is de kattensnor (Cleome spinosa).